# Fangensis
Genre
Fangensis est un genre d'opilions cyphophthalmes de la famille des Stylocellidae.

## Distribution
Les espèces de ce genre sont endémiques de Thaïlande.

## Liste des espèces
Selon World Catalogue of Opiliones (13/04/2021) :
- Fangensis cavernarum Schwendinger & Giribet, 2005
- Fangensis leclerci Rambla, 1994
- Fangensis spelaeus Schwendinger & Giribet, 2005

### Famille Stylocellidae
Selon World Catalogue of Opiliones (26 octobre 2024) :
- Fangensinae Clouse, 2012
  - Fangensis Rambla, 1994
  - Giribetia Clouse, 2012
- Leptopsalidinae Clouse, 2012
  - Leptopsalis Thorell, 1882
  - Miopsalis Thorell, 1890
- Stylocellinae Hansen & Sørensen, 1904
  - Meghalaya Giribet, Sharma & Bastawade, 2007
  - Stylocellus Westwood, 1874
- sous-famille indéterminée
  - † Mesopsalis Bartel, Dunlop & Giribet, 2023
  - † Palaeosiro Poinar, 2008
  - † Sirocellus Bartel, Dunlop & Giribet, 2023

## Publication originale
- Rambla, 1994 : « Un nouveau Cyphophthalme du sud-est asiatique, Fangensis leclerci n. gen. n. sp. (Opiliones, Sironidae). » Memoires de Biospeologie, vol. 21, p. 109-114.